# 연날리기
연날리기(鳶-)는 연을 만들어 날리는 한국의 민속놀이인데, 흔히 정월 초하루부터 대보름까지 날리며, 액을 쫓는 주술적인 의미로 대보름에는 연에 '액(厄)', '송액(送厄)'‘송액영복(送厄迎福)’등의 글을 써서 연실을 끊어 멀리 날려보낸다. 즉, 그해의 온갖 액운과 재앙을 연에 실어서 날려 보내고 복을 맞아 들인다는 뜻이 담겨 있다.

## 기록
《삼국사기》에는 647년에 “대신 비담과 염종의 반란이 일어났을 때 월성에 큰 별이 떨어지므로 왕이 두려워하고 민심이 흉흉해지자 김유신이 허수아비를 만들어 연에 달아 띄워 다시 하늘로 오르는 것처럼 했다”는 기록이 있다. 이로 볼 때 이 시기에는 이미 연이 일반화되어 있었으며, 또한 놀이로서의 도구뿐만 아니라 전쟁 목적으로도 쓰였음을 알 수 있다.
이후에도 《고려사》, 《조선왕조실록》과 개인 문집 등의 기록에 나타난다.

## 종류
연의 종류는 외형적 형태를 기준으로 보면 사각장방형의 연과 가오리연, 제비연 하듯이 동물모양의 연으로 구분되나, 명칭으로만 본다면 100여 종이 된다. 그것은 색칠을 한다든가 혹은 색종이의 모양만을 다르게 오려 연의 표면에 붙인 표시로서 어떤 특징을 나타내어 거기에 따라 일정한 명칭을 붙여서 구별하기 때문이다.
이를테면 연 이마에다 색종이로 반달형상을 오려 붙이면 반달연이 되고, 그 빛깔에 따라서 검은색이면 먹반달연, 푸른색이면 청반달연, 붉은색이면 홍반달연이라 한다. 동이는 것도 그 빛깔에 따라 다른 이름으로 불린다. 또 연 이마에다 둥근 꼭지를 오려서 붙이면 꼭지연이라 하고, 연 하반부에 빛깔을 칠하는 것을 치마두른다고 하여 이를 치마연이라 한다. 이들도 그 빛깔에 따라서 다른 이름으로 불린다.
이 외에도 꼭지 외에 전체를 동일한 색으로 한 초연, 전체나 부분에 돈점이나 눈알, 긴 코 같은 모양을 박아서 특징을 표시한 박이연, 연의 아래나 가장자리에 발 같은 것을 붙인 발연 등이 있다.

## 제조
일반적으로 연을 만드는 데는 재료로 대와 종이를 필요로 한다. 대는 보통 고황죽, 백갈죽, 석대를 사용하며, 종이는 도개 창호지를 사용하는데 옛날에는 대개 손수 만들어 날렸다. 연을 만들 때는 먼저 연의 바탕이 될 종이를 접어서 크기를 정한다. 연의 크기는 연을 날리는 사람의 나이에 따라 차이가 있으므로 일정하지 않다.
연줄은 상백사. 당백사. 떡줄. 세철사줄 등 여러 가지를 사용한다. 상백사는 한국산 명주실로 만든 것이고 당백사는 중국산 명주실로 만든 것이며, 떡줄은 재치실로 만든 것이다. 그리고 세철사줄은 가느다란 철사인데, 이것은 휘기만 하면 잘 끊어지므로 사용하는 예는 아주 드물다.
연실을 단단하게 하기 위해서는 물고기 부레 등으로 풀을 끓여서 사금파리나 유리가루를 타서 연실에 서슬이 일도록 하는데, 이것을 ‘가미’ 혹은 ‘갬치’라고 하며, 이를 ‘가미 먹인다’고 한다.
연줄을 감는 얼레는 모양에 따라 네모얼레, 육모얼레, 팔모얼레, 볼기짝얼레(납짝얼레) 등이 있다. 보통 네모얼레를 많이 사용하나 경기용으로는 육모얼레나 팔모얼레를 많이 사용한다.

## 문화재 지정 및 해제
1992년 9월 30일 서울특별시의 무형문화재 제4호로 지정되었다가, 연은 누구나 만들 수 있을 정도로 전승활동이 활발하고, 연의 제작과 연행이 여러 단체의 다양한 보존과 전승 활동을 통해 일정한 대중성을 확보하고 있으므로, 연날리기의 지정을 해제하여 보편적 민속문화로 확장하는 방법을 찾는 것이 바람직할 것으로 판단되어 2015년 12월 31일 문화재 지정이 해제되었다.

## 같이 보기
- 한국의 문화

## 참고 자료
- 연날리기 - 국가유산청 국가유산포털

 본 문서에는 서울특별시에서 지식공유 프로젝트를 통해 퍼블릭 도메인으로 공개한 저작물을 기초로 작성된 내용이 포함되어 있습니다.